# کاخ مولینسار (تن‌تن)

تصویری از کاخ مولینسار در ماجراهای تن‌تن و میلو

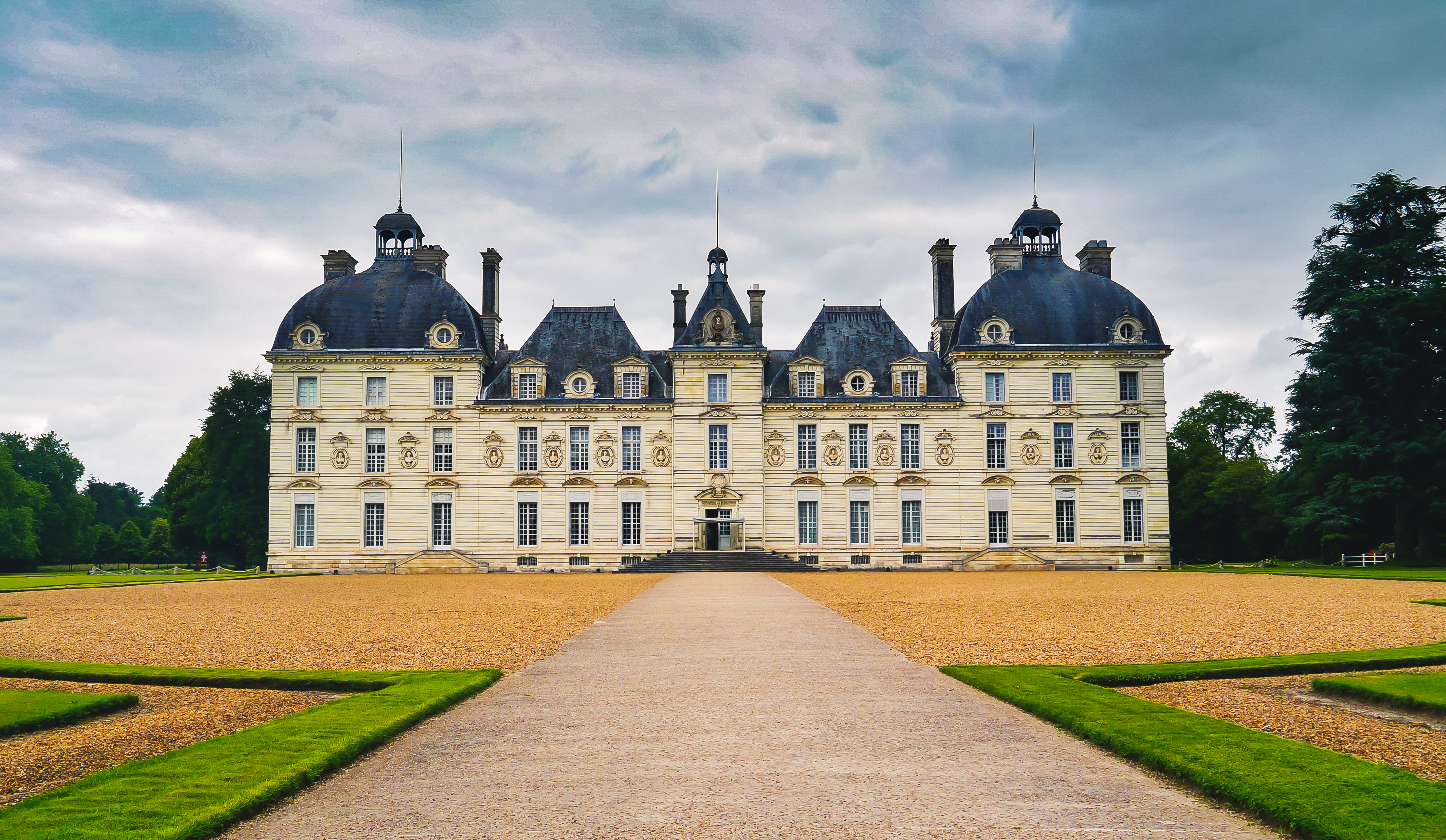
شاتو دو شووِرنی به عنوان مدلی برای کاخ مولینسار استفاده شد. برج مرکزی و دو بال داخلی یکسان هستند در حالی که از دو بال بیرونی استفاده نشده است.

کاخ مولینسار (فرانسوی: Le château de Moulinsart‎) یا «مارلین اسپایک» (در نسخه انگلیسی) کاخ و خانه تاریخیِ آبا و اجدادی کاپیتان هادوک در ماجراهای تن‌تن و میلو، است که توسط کاریکاتوریست نامی بلژیکی هرژه به تصویر کشیده شده است.
نام اصلی فرانسوی قصر یعنی مولینسار، از سار-مولین، روستایی در نزدیکی برن‌للو واقع در برابانت والونی کشور بلژیک گرفته شده است. در کنایه‌ای از تاریخچه دریانوردی خاندان هادوک، نام انگلیسی کاخ به مارلین اسپایک (در فارسی پازو) اشاره دارد، ابزاری که در دریانوردی برای اتصال طناب‌ها به کار می‌رود.

## تاریخ
کاخ مارلین اسپایک هال نخستین بار در راز اسب شاخدار (۱۹۴۳) به عنوان خانه تبهکاران داستان، یعنی برادران پرنده (Bird) ظاهر شد. در پایان قسمت دوم این داستان یعنی گنج ردرکهام (۱۹۴۴)، مشخص شد که این عمارت متعلق به جد برجسته و نامی هادوک، یعنی سر فرانسیس هادوک، دریانورد سده ۱۷ است. در حالی که این کاخ پس از دستگیری برادران پرنده به مزایده گذاشته شده بود، پروفسور تورنسل با فروش زیردریایی کوسه‌ای خود (در داستان گنج رکهام سرخ) و دریافت پول هنگفت از دولت و برای جبران سپاس‌گزاری از کاپیتان هادوک بابت استفاده از زیردریایی‌اش، مارلین اسپایک را به نمایندگی کاپیتان خریداری کرد و پس از آن کاپیتان و تن‌تن به دنبال گنج افسانه‌ای در زیرزمین عمارت رفتند. در سال‌های پس از آن و در دیگر ماجراها، مارلین اسپایک تبدیل به خانه شخصیت‌های اصلی داستان یعنی تن‌تن، کاپیتان هادوک، پروفسور تورنسل و میلو شد و به‌گونه‌ای ماجراها از این کاخ آغاز می‌شد. در داستان جواهرات کاستافیوره (۱۹۶۳)، تقریباً تمامی رخدادها در کاخ، پیرامون آن یا حومه آن رخ می‌دهد.